# Priscilla Moran
Priscilla Moran (23 de noviembre de 1918 – 11 de noviembre de 2006) fue una actriz estadounidense de cine mudo. Nació en Sedalia, Misuri.
Comenzó su carrera en 1922 y se retiró en 1937 cuando tenía 20 años, apareciendo en 14 películas.

## Filmografía
- The Toll of the Sea (1922)
- Daddies (1924)
- A Self-Made Failure (1924)
- Her Marriage Vow (1924)
- Up the Ladder (1925)
- No Babies Wanted (1928)